# A-375 (Rusland)
De A-375 of Vostok is een federale autoweg in aanbouw in het oosten van Rusland. De weg loopt vanuit de stad Chabarovsk in zuidelijke richting naar Nachodka aan de Grote Oceaan. De weg wordt ongeveer 800 kilometer lang en loopt parallel aan de A-370 van Chabarovsk naar Vladivostok. Ongeveer 300 kilometer van Chabarovsk naar Gloebinnoje is intussen voltooid. Tussen Lessogorje en Nachodka zijn reeds bestaande wegen in de nieuwe weg geïntegreerd.